# Міхаель Трічер
Міхаель Трічер  (нім. Michael Tritscher; нар. 6 листопада 1965) — австрійський гірськолижник, олімпійський медаліст.

## Виступи на Олімпіадах
| Олімпіада       | Дисципліна | Місце |
| --------------- | ---------- | ----- |
| Альбервіль 1992 | слалом     | 3     |